# 보라미유
보라미유(1995년 4월 9일 ~ )는 대한민국의 가수이다. 2018년 싱글 앨범 널 싫어하고 싶어로 데뷔했다.

## 방송
- 너의 목소리가 보여 5 (2018) - JYP 네이션 편 Top3
- 우리가 사랑한 그 노래 새가수 (2021) - Top44
- KBO 리그(롯데vs삼성) - 삼성 라이온즈 승리 기원 시구

## 공연
- 보라미유 미니앨범 발매기념 미니 콘서트 - 안녕, 뜨거웠던 우리 (2019)
- 2019 렛츠락 페스티벌 Vol.13 (2019)
- 2022 보라미유 단독 콘서트 'Feeling' (2022)
- Someday Festival 2022 (2022)
- 2023 보라미유 단독 콘서트 'SEE, YU!'

## 기타
- 보라미유 <요즘 넌 어때?> (2019) - 작사
- 스웨덴세탁소 <권태> (2020) - 보컬 참여
- 보라미유 <단밤 (Danbam)> (2021) - 작사